# Норман Брукс
Норман Брукс (англ. Norman Brookes; 14 листопада 1877 — 28 вересня 1968) — колишній британський тенісист.
Найвищу одиночну позицію світового рейтингу — 1 місце досяг 1907 року (за даними ITHF).
Здобув 19 одиночних титулів.
Перемагав на турнірах Великого шолома в одиночному та парному розрядах.
Завершив кар'єру 1928 року.

## Фінали турнірів Великого шолома

### Одиночний розряд: 5 (3–2)
| Результат | Пос.  | Рік  | Турнір               | Покриття | Суперник          | Рахунок       |
| --------- | ----- | ---- | -------------------- | -------- | ----------------- | ------------- |
| Поразка   | [ 4 ] | 1905 | Вімблдонський турнір | Трава    | Лоренс Догерті    | 6–8, 2–6, 4–6 |
| Перемога  | [ 4 ] | 1907 | Вімблдонський турнір | Трава    | Артур Ґор         | 6–4, 6–2, 6–2 |
| Перемога  | [ 5 ] | 1911 | Чемпіонат Австралії  | Трава    | Горас Райс        | 6–1, 6–2, 6–3 |
| Перемога  | [ 4 ] | 1914 | Вімблдонський турнір | Трава    | Ентоні Вілдінґ    | 6–4, 6–4, 7–5 |
| Поразка   | [ 4 ] | 1919 | Вімблдонський турнір | Трава    | Джералд Паттерсон | 3–6, 5–7, 2–6 |

### Парний розряд: 5 (4–1)
| Результат | Пос.  | Рік  | Турнір               | Покриття | Партнер                    | Суперники                          | Рахунок                 |
| --------- | ----- | ---- | -------------------- | -------- | -------------------------- | ---------------------------------- | ----------------------- |
| Перемога  | [ 6 ] | 1907 | Вімблдонський турнір | Трава    | Ентоні Вілдінґ             | Карл Бер Білс Райт                 | 6–4, 6–4, 6–2           |
| Поразка   | [ 7 ] | 1911 | Чемпіонат Австралії  | Трава    | Джон Аддісон               | Родні Гіт Рендолф Лайсетт          | 2–6, 5–7, 0–6           |
| Перемога  | [ 6 ] | 1914 | Вімблдонський турнір | Трава    | Ентоні Вілдінґ             | Герберт Ропер-Барретт Чарлз Діксон | 6–1, 6–1, 5–7, 8–6      |
| Перемога  | [ 8 ] | 1919 | Чемпіонат США        | Трава    | Джералд Паттерсон          | Вінсент Річардс Білл Тілден        | 8–6, 6–3, 4–6, 4–6, 6–2 |
| Перемога  | [ 7 ] | 1924 | Чемпіонат Австралії  | Трава    | Джеймс Андерсон (тенісист) | Мерил О'Гара Вуд Джералд Паттерсон | 6–2, 6–4, 6–3           |

## Часовий графік результатів
| W | Ф | ПФ | ЧФ | #Р | КТ | К# | DNQ | A | NH |

Для турнірів з раундом виклику: (WC) won; (CR) програв у раунді виклику; (ФA) all comers' finalist
|                                        | 1905                                   | 1906                                   | 1907                                   | 1908                                   | 1909                                   | 1910                                   | 1911                                   | 1912                                   | 1913                                   | 1914                                   | 1915                   | 1916                   | 1917                   | 1918                   | 1919                   | 1920                                   | 1921                                   | 1922                                   | 1923                                   | 1924                                   | 1925                   | 1926                   | 1927                   | 1928                   | SR    | W–L  | Перемога % |
| Турніри Великого шлему                 | Турніри Великого шлему                 | Турніри Великого шлему                 | Турніри Великого шлему                 | Турніри Великого шлему                 | Турніри Великого шлему                 | Турніри Великого шлему                 | Турніри Великого шлему                 | Турніри Великого шлему                 | Турніри Великого шлему                 | Турніри Великого шлему                 | Турніри Великого шлему | Турніри Великого шлему | Турніри Великого шлему | Турніри Великого шлему | Турніри Великого шлему | Турніри Великого шлему                 | Турніри Великого шлему                 | Турніри Великого шлему                 | Турніри Великого шлему                 | Турніри Великого шлему                 | Турніри Великого шлему | Турніри Великого шлему | Турніри Великого шлему | Турніри Великого шлему | 3 / 8 | 32–5 | 86.5       |
| -------------------------------------- | -------------------------------------- | -------------------------------------- | -------------------------------------- | -------------------------------------- | -------------------------------------- | -------------------------------------- | -------------------------------------- | -------------------------------------- | -------------------------------------- | -------------------------------------- | ---------------------- | ---------------------- | ---------------------- | ---------------------- | ---------------------- | -------------------------------------- | -------------------------------------- | -------------------------------------- | -------------------------------------- | -------------------------------------- | ---------------------- | ---------------------- | ---------------------- | ---------------------- | ----- | ---- | ---------- |
| Відкритий чемпіонат Франції з тенісу   | Тільки серед членів Французького клубу | Тільки серед членів Французького клубу | Тільки серед членів Французького клубу | Тільки серед членів Французького клубу | Тільки серед членів Французького клубу | Тільки серед членів Французького клубу | Тільки серед членів Французького клубу | Тільки серед членів Французького клубу | Тільки серед членів Французького клубу | Тільки серед членів Французького клубу | Не проводився          | Не проводився          | Не проводився          | Не проводився          | Не проводився          | Тільки серед членів Французького клубу | Тільки серед членів Французького клубу | Тільки серед членів Французького клубу | Тільки серед членів Французького клубу | Тільки серед членів Французького клубу | A                      | A                      |                        | 2р1                    | 0 / 0 | 0–0  | –          |
| Вімблдонський турнір                   | CR                                     |                                        | П                                      | A                                      | A                                      | A                                      | A                                      | A                                      |                                        | ПC                                     | Не проводився          | Не проводився          | Не проводився          | Не проводився          | CR                     | A                                      | A                                      | A                                      |                                        | 4р                                     | A                      | A                      | A                      |                        | 2 / 5 | 24–3 | 88.9       |
| Відкритий чемпіонат США з тенісу       | A                                      | A                                      | A                                      | A                                      | A                                      | A                                      | A                                      | A                                      |                                        | 1р2                                    | A                      | A                      | A                      |                        | ЧФ                     | A                                      | A                                      | A                                      |                                        | 2р                                     | A                      | A                      | A                      |                        | 0 / 2 | 4–2  | 66.7       |
| Відкритий чемпіонат Австралії з тенісу | A                                      | A                                      | A                                      | A                                      | A                                      |                                        | П                                      | A                                      | A                                      | A                                      |                        | Не проводився          | Не проводився          | Не проводився          | A                      | A                                      | A                                      | A                                      | A                                      | A                                      | A                      | A                      | A                      |                        | 1 / 1 | 4–0  | 100        |
| Виграші–програші                       | 7–1                                    |                                        | 7–0                                    |                                        |                                        |                                        | 4–0                                    |                                        |                                        | 7–0                                    |                        |                        |                        |                        | 4–2                    |                                        |                                        |                                        |                                        | 3–2                                    |                        |                        |                        | 0–0                    |       |      |            |
| Виступи за країну                      |                                        |                                        |                                        |                                        |                                        |                                        |                                        |                                        |                                        |                                        |                        |                        |                        |                        |                        |                                        |                                        |                                        |                                        |                                        |                        |                        |                        |                        |       |      |            |
| Теніс на Олімпійських іграх            | Не проводився                          | Не проводився                          | Не проводився                          |                                        | Не проводився                          | Не проводився                          | Не проводився                          |                                        | Не проводився                          | Не проводився                          | Не проводився          | Не проводився          | Не проводився          | Не проводився          | Не проводився          |                                        | Не проводився                          | Не проводився                          | Не проводився                          | 2р3                                    | Не проводився          | Не проводився          | Не проводився          | Не проводився          | 0 / 0 | 0–0  | –          |

1,2,3 Брук не грав. Його суперник вийшов далі без гри.